# Acetylierte oxidierte Stärke
Acetylierte oxidierte Stärke ist eine chemisch modifizierte Stärke und wird in der Lebensmittelindustrie als Zusatzstoff verwendet.
Alternative Bezeichnungen: EU: E 1451, USA: 21CFR172.892.

## Herstellung
Die Herstellung läuft in zwei Schritten ab.

### Oxidation
Zunächst wird die Stärke aufgeschlämmt und mit einer 0,8- bis 2-prozentigen Natriumhypochloritlösung versetzt. Dies geschieht bei einer Temperatur von etwa 21–38 °C. Anschließend wird das Zwischenprodukt mit Natriumhydrogensulfit neutralisiert. Die dabei entstandenen Salze werden mit Wasser ausgespült. Das bei diesem Prozess entstandene Produkt ist oxidierte Stärke. Sie enthält normalerweise Rückstände von Natriumchlorid, Natriumsulfat und Schwefeldioxid.

### Veresterung
Die oxidierte Stärke wird mit Essigsäureanhydrid versetzt und unter milden alkalischen Bedingungen verestert. Das Zwischenprodukt wird mit Salzsäure neutralisiert, anschließend mit Wasser gereinigt und schließlich getrocknet.

## Eigenschaften und Einsatzgebiet
Bei Produkten, bei denen acetylierte oxidierte Stärke anstelle von acetylierter Stärke eingesetzt wird, ist das Aussehen klarer, mitunter fast durchsichtig, verglichen mit oxidierter Stärke sind diese in ihrer Konsistenz fester.
Acetylierte oxidierte Stärke kann bei der Herstellung von Süßigkeiten anstelle von Gelatine oder Gummi arabicum eingesetzt werden. Wird es in größerer Menge zugegeben, kann es auch einen Teil des sonst verwendeten Zuckers ersetzen. Sie ist in nicht-sauren Lebensmitteln weitgehend stabil, durch die Reaktion mit Säure wird sie in Glucose, Gluconsäure und Essigsäure umgewandelt. Es findet so gut wie keine Reaktion mit in Lebensmitteln enthaltenen Mineralstoffen, Vitaminen, Proteinen und anderen Nährstoffen statt.
Haupteinsatzgebiete sind die Verwendung als Verdickungsmittel, Überzugsmittel und Füllstoff, unter anderem in sterilisierter, pasteurisierter oder ultrahocherhitzter Sahne, Süßwaren und Desserts.
Insgesamt gilt acetylierte oxidierte Stärke als gesundheitlich unbedenklich.